# Louis Brisson
Pour les personnes ayant le même patronyme, voir Brisson.
Louis Alexandre Alphonse Brisson (23 juin 1817, Plancy-l'Abbaye - 2 février 1908,  Plancy-l'Abbaye) est un prêtre catholique français, fondateur à Troyes des Oblats de Saint François de Sales et cofondateur des Oblates de Saint François de Sales avec Léonie Aviat. Il est béatifié le 22 septembre 2012 dans la cathédrale de Troyes.

## Biographie
Louis Brisson entre à quatorze ans au petit séminaire de Troyes puis au grand séminaire. Professeur dans ce dernier établissement, il est aussi chargé du catéchisme et d'autres cours auprès des jeunes filles du pensionnat de la Visitation. Ordonné prêtre en 1840, il devient aumônier du Couvent de la Visitation de Troyes, charge qu’il assume durant 44 ans et dans laquelle il est fortement influencé par la supérieure, Mère Marie de Sales Chappuis (1793-1875).

### Les œuvres ouvrières
Le père Brisson pratique le catholicisme social bien avant l’encyclique Rerum Novarum du pape Léon XIII en 1891.
Membre de la confrérie des Bonnetiers depuis 1850, il est atterré par la déchristianisation et la « matérialisation » nées de l’industrialisation urbaine. Les ouvriers se détachent de l’Église qui enseigne la soumission et la patience et est jugée favorable aux patrons. La main d’œuvre féminine des usines est touchée par la dépravation morale qu’engendre la misère.
En 1858, le père Brisson fonde pour les jeunes ouvrières l’œuvre Saint-Jean, rue des Terrasses. Son « Hangar des Hirondelles » est le premier maillon d’une chaîne d’apostolat de la classe ouvrière. Dans presque toutes les paroisses naissent des œuvres ouvrières : Saint-Nicolas (1860), Tauxelles (1861),  Saint-Nizier (1862)… À son apogée, l’Œuvre de Saint-François-de-Sales compte six de ces maisons et héberge jusqu’à cinq ou six cents jeunes filles.
Aux Tauxelles, l’Œuvre Saint-Rémy bénéficie de l’aide des frères Hoppenot, entrepreneurs textiles adeptes du catholicisme social.
En 1869, à leur initiative, la construction d’un foyer, comprenant dortoirs, réfectoire et buanderie, permet l’accueil des jeunes ouvrières de leur filature voisine. Celles-ci peuvent habiter au foyer ou n’y venir que pour la détente.
Certaines travaillent dans la maison, d’autres ont un emploi au dehors. Généralement, elles apprennent d’abord leur métier sur place, puis vont en usine. Le foyer fait ainsi office de centre d’apprentissage et d’emploi. Les pensionnaires, qui apprennent aussi les tâches ménagères et la gestion de leur salaire, seront jusqu’à soixante internes et trente externes.

### L’enseignement
L’abbé Brisson entend aussi rechristianiser la population par l’éducation, en multipliant les établissements d’enseignement. En 1867, sur des terrains achetés par ses soins, il érige aux Tauxelles une école pour les petites filles pauvres du quartier, puis accueille le dimanche dans un patronage les ouvrières célibataires extérieures à la région, afin de préserver leur morale.
En 1868, à la demande de Mgr Ravinet, évêque de Troyes, l’abbé Brisson prend en charge l’école Saint-Étienne qui ne compte plus que cinq élèves et croule sous les dettes. En 1871, il la transforme en collège secondaire Saint-Bernard. L’établissement migre de la rue des Gayettes vers les Terrasses, puis rue de la Mission dans une maison appelée « Ma Campagne ». Il ne compte alors que 12 élèves et trois ou quatre prêtres séculiers, associés sous le nom d’Oblats de Saint-François-de-Sales, chargés des cours. L’abbé Brisson enseigne entre autres cours, la cosmographie. L’afflux d’élèves amène des agrandissements. Vers 1875, le collège est dédoublé. Il donne naissance au Petit-Collège, ou externat primaire Saint-Bernard, installé à Troyes, qui compte 72 élèves en 1879. À Saint-André, le « Grand Saint-Bernard » reçoit les internes : 220 en 1879, 171 en 1880. Une association des anciens élèves est fondée en 1881 et compte alors 70 adhérents.
D’autres établissements d’enseignement ouvrent leurs portes à Mâcon (1875), Saint-Ouen près de Paris (1879), Sainte-Savine (1880), Auxerre (1890), Morangis (1882)...

### Les missions
Pour la réussite de ses œuvres, l’abbé Brisson a besoin de religieuses et de religieux exerçant leur apostolat hors d’un monastère. Il fonde alors avec Léonie Aviat (1844-1914) les Oblates de Saint-François-de-Sales, ayant l'esprit Salésien. Dès 1866, les Oblates – 25 en 1879 – s’occupent des œuvres des jeunes ouvrières. Léonie Aviat organise et dirige l’ouvroir des Tauxelles. Les Oblates tiennent l’école annexe. Les premières missionnaires partent en 1883-1884 et se répandent en France et à l’étranger : Afrique, Amérique latine, Autriche...
En 1890, les Oblates sont constituées par un décret d’approbation de Léon XIII. Puis en 1911, Pie X approuve définitivement les constitutions de l’Institut.
Dès 1872, des élèves de Saint-Bernard deviennent novices pour prendre l’habit. En 1881, les Oblats sont rattachés à la Congrégation pour la propagation de la foi. Leur vocation universelle les fait échapper à l’autorité de l’évêque de Troyes, Mgr Pierre-Louis-Marie Cortet, qui désirait un ordre diocésain. En 1882, les premiers Oblats partent en mission dans la région du fleuve Orange,- ou l'un d'eux deviendra le premier évêque du lieu : Mgr Simon -,  puis en Amérique latine, aux États-Unis et en Europe où ils propagent la foi et l’enseignement catholiques. En 1887, Léon XIII constitue, par une première approbation, l’Institut des Oblats de Saint François de Sales, définitivement approuvé en 1897.
Les modalités de la loi de séparation des Églises et de l'État attristent la fin de l’existence du révérend Brisson, retiré à Plancy en 1903. Les congrégations sont interdites. Le collège Saint-Bernard et les autres établissements sont fermés (7 collèges et 5 autres établissements d'enseignement). Les Oblates et Oblats sont exilés. Le Père Brisson, devenu chanoine honoraire de la cathédrale de Troyes, s’éteint dans son village natal le 2 février 1908, à l’âge de 90 ans. Ses obsèques dans la cathédrale de Troyes et son inhumation au cimetière de Saint-André se déroulent dans une grande ferveur. 
Le 22 septembre 2012, il est béatifié dans la cathédrale de Troyes (en présence de Mgr Stenger), par le cardinal Angelo Amato, préfet de la Sacrée congrégation pour la Cause des Saints, représentant du pape Benoît XVI.
Louis Brisson est fêté le 12 octobre par l'Église catholique.

## Sources
- Jean-Louis Humbert, « Le Père Brisson (1817-1908) », Press’Troyes,‎ février 2003 (lire en ligne)
- Bibliothèque des Sœurs Oblates.